# Elis Fischer
Elis Gustaf Fischer, (Askersund, 13 de enero de 1834 – 19 de agosto de 1889) fue un político, abogado y banquero sueco. 
Estudió abogacía en la Universidad de Upsala.
Es conocido por el juicio de Fischer en diciembre de 1886.
Fischer es el abuelo del conocido director de cine Gunnar Fischer.